# Pleolophus larvatus
Pleolophus larvatus är en stekelart som först beskrevs av Johann Ludwig Christian Gravenhorst 1829.  Pleolophus larvatus ingår i släktet Pleolophus och familjen brokparasitsteklar. Arten är reproducerande i Sverige. Inga underarter finns listade i Catalogue of Life.